# کریستی بوگرت
 کریستی بوگرت (انگلیسی: Kristie Boogert؛ زاده ۱۶ دسامبر ۱۹۷۳) یک تنیس‌باز اهل هلند است.